# أدريان غرانات
أدريان غرانات مواليد 26 أبريل 1991 في مالمو، هو ملاكم محترف سويدي يصنف ضمن فئة الوزن الثقيل بدأ مسيرته الاحترافية سنة 2013.

## إحصائيات
خاض خلال مسيرته 14 نزالا، فاز في 14 ولم يخسر. فاز بالضربة القاضية في 13 نزالا.

## روابط خارجية
- أدريان غرانات على موقع بوكس ريك (الإنجليزية) (registration required)